# 金西山
84°55′S 169°18′E / 84.917°S 169.300°E
金西山（英語：Mount Kinsey），是南極洲的山峰，位於杜費克海岸，處於蘭弗利角西南面9公里的比爾德摩爾冰川東岸，海拔高度3,110米，由英國探險隊命名，現時由南極條約體系管理。